# Ashley (Pennsylvania)
Ashley is een plaats (borough) in de Amerikaanse staat Pennsylvania, en valt bestuurlijk gezien onder Luzerne County.

## Demografie
Bij de volkstelling in 2000 werd het aantal inwoners vastgesteld op 2866.
In 2006 is het aantal inwoners door het United States Census Bureau geschat op 2711,.

## Geboren
- Russell Johnson (1924-2014), acteur
- John Tewksbury (21 maart 1876 - 25 april 1968), atleet